# Krasiccy herbu Rogala
Krasiccy – ród magnacki herbu Rogala.
Polski ród szlachecki wywodzący się z Mazowsza. Początkowo pisali się z Siecina, Siecieńscy. Pierwsze wzmianki o Siecieńskich pochodzą z I połowy XV wieku. Wojciech Siecieński był profesorem teologii, następnie w 1491 został prowincjałem zakonu dominikanów polskich. W XVI i XVII wieku Siecień był własnością Stanisława Siecieńskiego, biskupa przemyskiego. Stryj biskupa Jakub Siecieński, zwany Trąbą, osiedlił się w województwie ruskim, a następnie ożenił z Barbarą Orzechowską herbu Oksza, właścicielką Krasic. Synowie Jakuba zaczęli się wówczas pisać Krasickimi z przydomkiem z Siecina.
Ród ten dziedziczył zamek w Krasiczynie. Następnie Krasiccy otrzymali nadania ziemi na Pogórzu Przemyskim i ziemi sanockiej.
1 lipca 1631 dwóch braci otrzymało tytuły hrabiów S.I.R.: wojewoda podolski Marcin (zmarły bezpotomnie) i chorąży halicki Jerzy (ojciec Adama Władysława, dziad Karola Aleksandra). Ród otrzymał potwierdzenie tytułu w Austrii i Galicji w 1786 (Antoni), a także w Rosji w 1844 (Leon), 1866 (Franciszek Ksawery Ignacy) oraz 1882 i tamże uznani hrabiami S.I.R. w 1852 (Narcyz Eugeniusz, Leopold Aleksander, Marceli).